# محاربية
المحاربية  هي إحدى القرى اللبنانية من قرى قضاء جزين في محافظة الجنوب.